# 独立步兵旅团
独立步兵旅团是二战日军陆军中国派遣军的旅级步兵部队编制，通常不隶属于某个师团，遂行独立的警备任务。
独立步兵旅团与混成旅团、独立混成旅团不同。

## 历史
1944年初开始组建。辖4个独立步兵大队，不辖炮兵。共组建第1至第14独立步兵旅团，其中独立步兵第3、4、9旅团后扩编为丁种师团。

### 独立步兵第1旅团
1944年2月25日在滋阳（今兖州）编成，编入第12军；1944年1月隶属第43军，历任旅团长宫下健一郎、浅见敏彦，终战时在张店缴械。

### 独立步兵第2旅团
1944年2月25日在正定编成，华北方面军直辖，历任旅团长柳川贞一、服部直臣，终战时在石门缴械。

### 独立步兵第3旅团
1944年2月25日在汾阳编成，编入第1军；旅团长中代丰次郎，1944年7月在山西扩编为第114师团。

### 独立步兵第4旅团
1944年2月在济南编成，编入第12军，旅团长铃木启久，1944年7月扩编为第117师团。

### 独立步兵第5旅团
1944年1月在宜昌编成，4月移驻沙市，先后编入第11军、第34军；后直属第6方面军，历任旅团长野地嘉平、村上宗治，终战时在湖北仙桃缴械。

### 独立步兵第6旅团
1944年1月在南京编成隶属第13军，担任长江湖口至芜湖警备，历任旅团长多田保、门胁干卫，终战时在安庆缴械。

### 独立步兵第7旅团
1944年1月在安庆编成，先后编入第11军、第34军；后直属第6方面军，历任旅团长松野尾胜明、生田寅雄，终战时在江西吴城缴械。

### 独立步兵第8旅团
1944年2月在日本国内编成，3月至5月到达中国，编入第23军驻防广东，历任旅团长松井真二、加藤章。终战时在广州缴械。

### 独立步兵第9旅团
1944年2月在日本国内编成，3月到达中国。编入第12军，旅团长长岭喜一。1944年3月参加豫中会战，后转隶第1军，1944年7月在山西扩编为第118师团。

### 独立步兵第10旅团
1944年2月20日在阳泉编成，旅团长板津直俊，编入第1军，担任正太铁路警备。终战时在太原缴械。

### 独立步兵第11旅团
1944年2月在信阳编成，编入第11军，后直属第6方面军，历任旅团长宫下文夫、加藤胜藏，终战时在湖北孝感缴械。

### 独立步兵第12旅团
1944年2月在咸宁编成，先后编入第11军、第34军，后直属第6方面军，历任旅团长村田孝生、安永笃次郎，终战时在湖北咸宁缴械。

### 独立步兵第13旅团
1944年2月在广东编成，隶属第23军，历任旅团长落合松二郎、川上让，终战时在广州缴械。

### 独立步兵第14旅团
1944年3月5日在潞安编成驻防，隶属第1军，历任旅团长吉川喜芳、元泉馨，终战时在山西沁县缴械。